# 南京市秦淮中学
南京市秦淮中学（简称秦淮中学）是南京市的一所普通中学。

## 学校简史
- 2000年被评为江苏省重点高中
- 2003年被评为江苏省三星级高中